# Didymoglossum cordifolium
Espèce
Didymoglossum cordifolium est une espèce de fougères de la famille des Hyménophyllacées. 
Synonymes : Trichomanes cordifolium (Fée) Alston, Trichomanes hookeri var. cordifolium (Fée) Bonap., Trichomanes muscoides  var. cordifolium (Fée) Jenman

## Description
Didymoglossum cordifolium est classé dans le sous-genre Didymoglossum.
Cette espèce a les caractéristiques suivantes :
- un long rhizome traçant, densément couvert de poils bruns à noirâtres et sans racines ;
- un limbe entier de 1 cm de long au plus
- les frondes fertiles sont orbiculaires ; ce caractère est à l'origine de l'épithète spécifique donné par Antoine Apollinaire Fée
- les frondes stériles sont plus allongées ;
- la nervuration n'est pas très dense et les fausses nervures sont peu nombreuses ; ces dernières sont parallèles aux vraies nervures mais il n'existe pas de fausses nervures submarginales (caractéristique du sous-genre)
- une nervuration catadrome.
- les sores sont peu nombreux - un à deux au plus par limbe - ; ils sont situés aux extrémités du limbe ;
- une indusie tubulaire, aux lèvres très marquées et dont les cellules sont distinctes des tissus du limbe.

## Distribution
Cette espèce, presque strictement épiphyte, est présente en Amérique tropicale (Venezuela) et aux Antilles (Martinique).